# حلالة
حُلَالَة أو صُلّ (بالإنجليزية: sol)‏ هو محلولٌ غرواني يتكون من جسيماتٍ صلبة في وسطٍ سائلٍ مستمر. تُعد الحُلالات مستقرةً وتُظهر تأثير تندل، ومن الأمثلة عليها الدم والحبر المُخضب وسوائل الخلية والطلاء ومضادات الحموضة والوحل.
يُعرفها «مُعجم أكاديميا الطبي الجديد» الصادر عام 2013 لقاسم سارة على أنهُ «حُلَالَة: محلول غراوني يتألف من وسط تبعثر ملائم، قد يكون غازًا أو سائلًا أو صلبًا، ومن مادة غراونية هي الطور المبعثر، تتوزع خلال وسط التبعثر».
يُمكن تحضير حُلالاتٍ اصطناعية عن طريق التبعثر أو التكثيف. تتضمن تقنيات التبعثر طحن المواد الصلبة إلى الحالة الغروانية عبر الطحن الكروي وطريقة قوس بريديج [الإنجليزية]. يُمكن الحفاظ على استقرار الحُلالات باستخدام عوامل تبعثر.
تكون الحُلالات عادةً جزءًا من تقنية حلالة-جل. عادةً ما تحتوي الحلالة على سائلٍ ليكون وسطًا، وصلبٍ ليكون مرحلةً التبعثر.
تنطبق الخصائص الغروانية على الحُلالات، حيث تُعد خليطًا غير متجانس، كما يتنوع الحجم الغراوني من 1 نانومتر حتى 100 نانومتر، وتُظهر تأثير تندل، أيضًا هي مستقرةٌ، وبالتالي لا تستقر عند تركها دون تدخل.